# (32303) 2000 QT24
2000 QT24 (asteroide 32303) é um asteroide da cintura principal. Possui uma excentricidade de 0.03928420 e uma inclinação de 14.92111º.
Este asteroide foi descoberto no dia 25 de agosto de 2000 por LINEAR em Socorro.